# وسوو
وسوو (به لاتین: Võsu) یک منطقهٔ مسکونی در استونی است که در دهستان ویهولا واقع شده‌است. وسوو ۳۳۴ نفر جمعیت دارد.